# Amanda Nunes
Amanda Lourenço Nunes (Salvador, 30 de maig de 1988) és una lluitadora brasilera d'arts marcials mixtes que competeix a la categoria de pes gall de l'Ultimate Fighting Championship (UFC), del qual és l'actual campiona. És la primera dona a la història de l'UFC en ser campiona a dues categories diferents al mateix temps. A l'actualitat, ocupa la posició #1 al rànquing oficial de l'UFC de les millors lluitadores femenines lliura-per-lliura.

## Inicis
Nunes va créixer als afores de Salvador de Badia, al Brasil. Va començar a practicar karate kyokushin a l'edat de quatre anys i boxa a l'edat de setze, a més de jiu jitsu brasiler.

## Carrera a les arts marcials mixtes
Nunes va fer el seu debut a les arts marcials mixtes el 8 de març de 2008 al Prime MMA Championship, on va ser derrotada per Ana Maria a la primera ronda per submissió del braçalet.

### Strikeforce
Va debutar a l'Strikeforce el 7 de gener de 2011, a l'Strikeforce Challengers: Woodley vs. Saffiedine celebrat a Nashville, on va derrotar a la canadenca Julia Budd per knockout en 14 segons.

### Invicta FC
Nunes tenia previst enfrontar-se a Milana Dudieva a l'Invicta FC 2: Baszler vs. McMann del 28 de juliol de 2012, però Dudieva es va retirar per malaltia. Finalment es va enfrontar en última instància a Raquel Pa'aluhi, a qui va guanyar per submissió tècnica amb un rear naked choke a la primera ronda.

### Ultimate Fighting Championship
Nunes va fer el seu debut a l'octàgon contra Sheila Gaff a l'UFC 163 el 3 d'agost de 2013 a Brasil.

### Campionat de pes gall
Nunes aconseguí el seu primer títol en l'UFC al campionat de pes gall el 9 de juliol de 2016, en UFC 200, guanyant Miesha Tate per submissió en la primera ronda. El 30 de desembre d'aquell any, a l'UFC 207, va defensar el seu títol davant Ronda Rousey i va guanyar la baralla per knockout als 48 segons de la primera ronda.
El 9 de setembre de 2017 a Edmonton, Alberta, va defensar de nou el títol enfrontant-se a Valentina Shevchenko.
Al Campionat de pes Ploma de Dones d'UFC, el 29 de desembre de 2018 en UFC 232, Nunes es va enfrontar a Cris Cyborg. Va derrotar-la als 51 segons de la primera ronda. Això la va convertir en la primera dona en la història de l'UFC en aconseguir dos campionats en diferents divisions simultàniament.

## Vida personal
Nunes és la primera campiona homosexual de l'UFC. La seva parella és la també lluitadora Nina Ansaroff.

## Campionats i assoliments

### Ultimate Fighting Championship
- Campionat de pes Gall (una vegada, actual)
- Campionat de pes Ploma (una vegada, actual)
- Actuació de la nit (quatre vegades)
- Primera dona en la història de l'UFC a posseir dos títols simultàniament

### Mmajunkie.com
- Submissió del mes d'agost de 2015 vs. Sara McMann[16]

## Rècord en arts marcials mixtes
| Resultat | Rècord | Oponent              | Mètode                            | Esdeveniment                                    | Data                   | Ronda | Temps | Localització          | Notes |
| -------- | ------ | -------------------- | --------------------------------- | ----------------------------------------------- | ---------------------- | ----- | ----- | --------------------- | --- |
| Victòria | 19–4   | Germaine de Randamie | Decisió (unànime)                 | UFC 245                                         | 14 de desembre de 2019 | 5     | 5.00  | Paradise, Nevada      | Va defensar el Campionat de Pes Gall de Dones de la UFC.                                                                        |
| Victòria | 18–4   | Holly Holm           | TKO (puntada al capdavant i cops) | UFC 239                                         | 6 de juliol de 2019    | 1     | 4.10  | Paradise, Nevada      | Va defensar el Campionat de Pes Gall de Dones de la UFC. Actuació de la nit.                                                    |
| Victòria | 17–4   | Cris Cyborg          | KO (cops)                         | UFC 232                                         | 29 de desembre de 2018 | 1     | 0.51  | Inglewood, California | Va guanyar el Campionat de Pes Ploma de Dones de la UFC. Primera dona en obtenir dos títols simultàniament. Actuació de la nit. |
| Victòria | 16–4   | Raquel Pennington    | TKO (cops)                        | UFC 224                                         | 12 de maig de 2018     | 5     | 2.36  | Río de Janeiro        | Va defensar el Campionat de Pes Gall de Dones de la UFC                                                                         |
| Victòria | 15–4   | Valentina Shevchenko | Decisió (dividida)                | UFC 215                                         | 9 de setembre de 2017  | 5     | 5.00  | Alberta               | Va defensar el Campionat de Pes Gall de Dones de la UFC                                                                         |
| Victòria | 14–4   | Ronda Rousey         | TKO (cops)                        | UFC 207                                         | 30 de desembre de 2016 | 1     | 0.48  | Las Vegas, Nevada     | Va defensar el Campionat de Pes Gall de Dones de la UFC                                                                         |
| Victòria | 13–4   | Miesha Tate          | Submissió (rear naked choke)      | UFC 200                                         | 9 de juliol de 2016    | 1     | 3.16  | Las Vegas, Nevada     | Va guanyar el Campionat de Pes Gall de Dones de la UFC; Lluita de la nit.                                                       |
| Victòria | 12–4   | Valentina Shevchenko | Decisió (unànime)                 | UFC 196                                         | 5 de març de 2016      | 3     | 5.00  | Las Vegas, Nevada     | |
| Victòria | 11–4   | Sara McMann          | Submissió (rear naked choke)      | UFC Fight Night: Teixeira vs. St. Preux         | 8 d'agost de 2015      | 1     | 2.53  | Nashville, Tennessee  | Actuació de la nit. |
| Victòria | 10–4   | Shayna Baszler       | TKO (puntada)                     | UFC Fight Night: Maia vs. LaFlare               | 21 de març de 2015     | 1     | 1.56  | Río de Janeiro        | |
| Derrota  | 9–4    | Cat Zingano          | TKO (cops i codazos)              | UFC 178                                         | 27 de setembre de 2014 | 3     | 1.21  | Las Vegas, Nevada     | |
| Victòria | 9–3    | Germaine de Randamie | TKO (codazos)                     | UFC: Fight for the Troops 3                     | 6 de novembre de 2013  | 1     | 3.56  | Phoenix, Arizona      | |
| Victòria | 8–3    | Sheila Gaff          | TKO (cops i codazos)              | UFC 163                                         | 3 d'agost de 2013      | 1     | 2.08  | Río de Janeiro        | |
| Derrota  | 7–3    | Sarah D'Alelio       | Decisió (unànime)                 | Invicta FC 4: Esparza vs. Hyatt                 | 5 de gener de 2013     | 3     | 5.00  | Kansas City, Kansas   | |
| Victòria | 7–2    | Raquel Pa'aluhi      | Submissió (rear naked choke)      | Invicta FC 2: Baszler vs. McMann                | 28 de juliol de 2012   | 1     | 2.24  | Kansas City, Kansas   | |
| Derrota  | 6–2    | Alexis Davis         | TKO (cops)                        | Strikeforce: Barnett vs. Kharitonov             | 10 de setembre de 2011 | 2     | 4.53  | Cincinnati, Ohio      | |
| Victòria | 6–1    | Julia Budd           | KO (cops)                         | Strikeforce Challengers: Woodley vs. Saffiedine | 7 de gener de 2011     | 1     | 0.14  | Nashville, Tennessee  | |
| Victòria | 5–1    | Ediane Gomes         | TKO (cops)                        | Bitetti Combat 6                                | 25 de febrer de 2010   | 2     | 3.00  | Brasilia              | |
| Victòria | 4–1    | Vanessa Porto        | TKO (parada de la cantonada)      | Samurai FC 2: Warrior's Return                  | 12 de desembre de 2009 | 2     | 5.00  | Curitiba              | |
| Victòria | 3–1    | Deise Lee Rocha      | TKO (cops)                        | Samurai Fight Combat                            | 12 de setembre de 2009 | 1     | 1.08  | Curitiba              | |
| Victòria | 2–1    | Nadja Nadja          | TKO (cops)                        | Prime: MMA Championship 3                       | 1 de juliol de 2009    | 1     | 0.47  | Salvador              | |
| Victòria | 1–1    | Paty Barbosa         | KO (parada de la cantonada)       | Demo Fight 3                                    | 24 de maig de 2008     | 1     | 0.11  | Salvador              | |
| Derrota  | 0–1    | Ana Maria            | Submissió (armbar)                | Prime: MMA Championship 2                       | 8 de març de 2008      | 1     | 0.35  | Salvador              | |